# Mayna hystricina
Mayna hystricina là một loài thực vật có hoa trong họ Achariaceae. Loài này được (Gleason) Sleumer mô tả khoa học đầu tiên năm 1938.